# ریش‌مرغ رنگارنگ
ریش‌مرغ رنگارنگ (نام علمی: Eubucco versicolor) نام یک گونه پرنده بسیار رنگارنگ در خانوادهٔ ریش‌مرغان آمریکایی از ریش‌مرغ‌های جهان جدید است و در بولیوی و پرو یافت می‌شود.
این گونه سه زیرگونه عبارتند از:
- E. v. steerii («کلاه‌آبی») اسکلاتر و سالوین (۱۸۷۸)
- E. v. glaucogularis («چانه‌آبی») چودی (۱۸۴۴)
- E. v. versicolor («سبیل‌آبی») مولر (۱۷۷۶)

## پراکندگی و زیستگاه
ریش‌مرغ نمادین «سبیل آبی» از مناطق کوزکو و پونوی پرو به سمت شرق تا شهرستان کوچابامبا در شمال مرکزی بولیوی یافت می‌شود. شکل «کلاه‌آبی» تنها در پرو، از غرب آمازوناس مرکزی در جنوب تا شمال اوئانوکو یافت می‌شود. شکل «چانه‌آبی» نیز تنها در پرو، در امتداد دامنه شرقی رشته‌کوه‌های آند از شرق اوئانوکو تا شمال کوزکو یافت می‌شود.

## نگارخانه

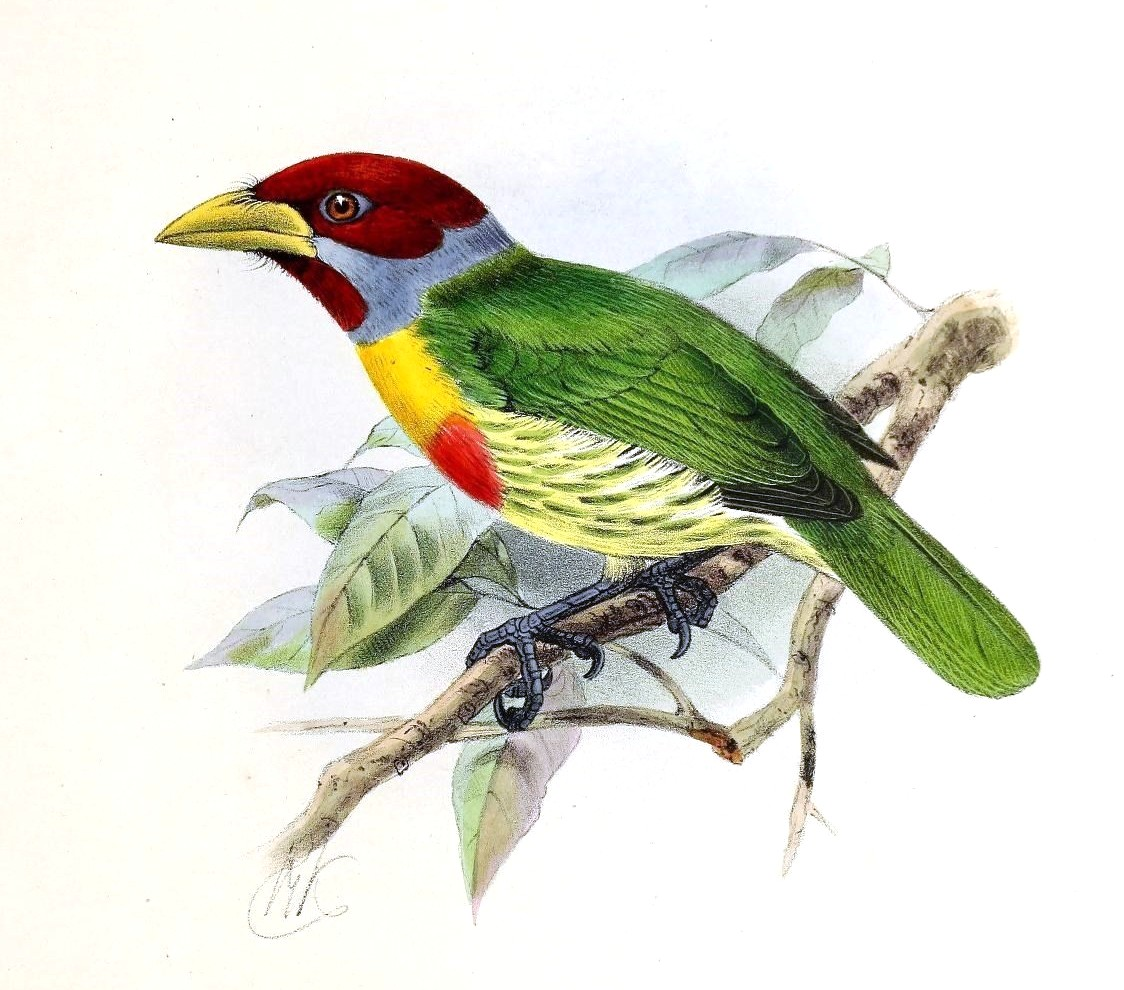
نر به تصویر کشیده‌شده توسط جان گرارد کولمنز، ۱۸۷۱
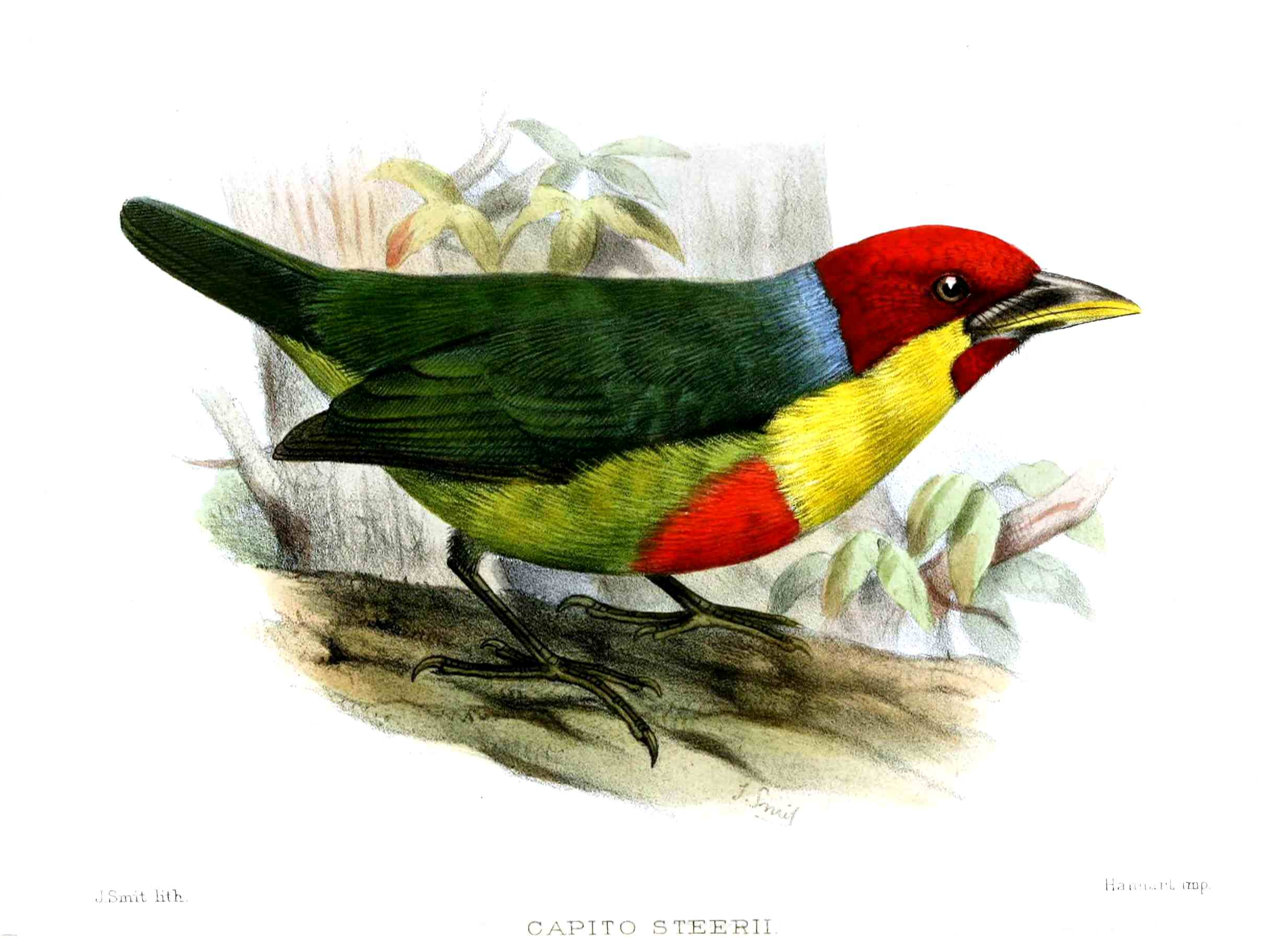
نر E. v. steerii به تصویر کشیده‌شده توسط جوزف اسمیت ، ۱۸۷۸